# Sentry (Comic)
Sentry ist der Name zweier Comic-Miniserien und des gleichnamigen Helden.

## Hoax
Die Geschichte von Sentry begann mit einem großen Hoax. Im US-amerikanischen Comicmagazin Wizard wurde von einem Marvel-Helden berichtet, der seinen ersten Auftritt schon in einer Kurzgeschichte im Heft Startling Stories 1 aus dem Jahr 1961 hatte. Damit wäre Sentry älter als die Begründer des Silver-Age des Superheldencomics, die Fantastischen Vier. Ans Licht kam dieser vergessene Held, als die Erbin des gerade verstorbenen Zeichners dieses Comics, Artie Rosen, den Nachlass ihres Mannes sichtete. Als sie die alten Skizzen fand, sandte sie diese an den Marvel-Verlag. Dort fielen sie in die Hände des Chefredakteurs Joe Quesada. Dieser ließ sie jedoch recht achtlos liegen und erst Paul Jenkins, der auf der Suche nach Lesestoff war, fand die Entwürfe. Er war so begeistert, dass er seinen Kollegen Jae Lee, mit dem er schon bei der Serie Inhumans zusammengearbeitet hatte, hinzuzog. In Verbindung mit Quesada, der sich beim zweiten Schöpfer der Figur, Stan Lee, in Verbindung setzte, der sich jedoch nur noch vage an die Figur erinnerte, wurde ein neues Konzept entworfen und die Comics schließlich unter dem Label Marvel-Knights veröffentlicht.

## Entstehung und Veröffentlichung
Diese Geschichte ist jedoch erfunden. Ähnlich wie Alan Moore bei Miracleman spielt der Autor Jenkins hier mit der Aura des geheimnisvollen, die den Helden umgeben soll. Denn in Wirklichkeit ist Sentry eine neue Erfindung von Jenkins. Zwischen September 2000 und Februar 2001 erschienen in den USA sechs Hefte der Miniserie. Hinzu kamen vier weitere Crossover-Hefte im Februar 2001, die von verschiedenen Zeichnern (Rick Leonardi, Phil Winslade, Bill Sienkiewicz, Mark Texeira) in verschiedenen Zeichenstilen gestaltet wurden. Sie sind vor dem sechsten Heft einzuordnen und beschreiben in der Rückschau Erlebnisse bestimmter Superhelden mit Sentry. Das besondere an der Figur ist, dass sie bis dato völlig unbekannt ist, aber ganz offensichtlich an exponierter Stelle der Superheldenhierarchie steht. Sentry ist befreundet oder hat Verbindungen zu wichtigen Helden wie Charles Xavier von den X-Men, Hulk, Iron Man und Spider-Man, die er alle irgendwann in ihrer Superheldenkarriere unterstützt oder gar gefördert hatte. Am überraschendsten ist jedoch, dass Autor Jenkins die Geschichte so erzählt, dass sie auch glaubhaft ist.
| Nummer                  | Name                            | Originalname                | Datum          | Zeichner         |
| ----------------------- | ------------------------------- | --------------------------- | -------------- | ---------------- |
| Sentry 1                | Das Kostüm                      | The Suit                    | September 2000 | Jae Lee          |
| Sentry 2                | Das Einhorn                     | The Unicorn                 | Oktober 2000   | Jae Lee          |
| Sentry 3                | Das Photo                       | The Photograph              | November 2000  | Jae Lee          |
| Sentry 4                | Die Verschwörung                | The Conspiracy              | Dezember 2000  | Jae Lee          |
| Sentry 5                | Der Verrat                      | The Betrayal                | Januar 2001    | Jae Lee          |
| Sentry/Spider-Man 1     | Sentry & Spider-Man             | Sentry & Spider-Man         | Februar 2001   | Rick Leonardi    |
| Sentry/Fantastic Four 1 | Sentry & Die Fantastischen Vier | Sentry & The Fantastic Four | Februar 2001   | Phil Winslade    |
| Sentry/Hulk 1           | Sentry & Hulk                   | Sentry & Hulk               | Februar 2001   | Bill Sienkiewicz |
| Sentry/X-Men 1          | Sentry & Archangel              | Sentry & Angel of the X-Men | Februar 2001   | Mark Texeira     |
| Sentry 6                | Die Wahrheit                    | The Truth                   | Februar 2001   | Jae Lee          |

## Inhalt
Robert Reynolds ist ein Versager und Alkoholiker. Seine Ehe ist fast am Ende. Doch in einer stürmischen Nacht beginnt er sich wieder zu erinnern. Er war Sentry – der mächtigste Superheld, den die Welt je gesehen hatte. Er kannte alle Helden. Er war ihr Primus und Mentor. Er war der beste Freund von Mister Fantastic, Reed Richards. Reynolds begibt sich auf die Suche nach seiner Vergangenheit.
In New York trifft er auch seinen alten Freund Reed Richards. Auch bei Reed tauchen Erinnerungsfetzen auf. Doch er kann aus den Erinnerungen kein Bild formen. Aber er weiß: Er darf sich nicht erinnern. Zeitgleich tauchen in den Nachrichten Meldungen von schlimmen Katastrophen auf der Erde auf – und überall berichtet man über einen geheimnisvollen Schatten. Richards findet in seinem Wohnzimmer einen kleinen Tisch, von dem er bisher nichts wusste. Darauf steht eine kleine Einhornbüste, darunter liegt ein „Hochzeitsvideo“. Doch auf dem Video findet sich keine Hochzeit, sondern eine Nachricht des Sentry: „Hallo Reed. Ich hoffe, du wirst diese Aufnahme niemals sehen. Aber solltest du es doch jemals tun, sind wir alle so gut wie tot.“ Im weiteren Verlauf berichtet Sentry von der Rückkehr des Void, des Schattens, des gefährlichsten Wesens überhaupt. Doch bevor weitere Informationen gegeben werden können, wird das Band zerstört. Während Sentry unterwegs ist, um die Superhelden zum finalen Kampf gegen Void zu sammeln, forscht Richards weiter nach. Er stellt fest, dass Robert Reynolds eigentlich tot sein müsste. Bei seinen Nachforschungen trifft er auf Doctor Strange, der ihm mitteilt, dass er nicht weiter nach Antworten forschen soll, und dass Reed Richards selbst der Auftraggeber dieser Botschaft war. Richards könne durch das, was er auch tut, nur die Art des Untergangs des Universums wählen. Und zum Schluss zeigt Strange ihm noch einen Blick in die Vergangenheit: Hier beschwört Richards Strange, alles zu tun, dass sie sich nie an das Geschehene erinnern mögen.
Unterdessen sammelt Reynolds nicht nur die Superhelden zum finalen Kampf gegen Void, sondern sucht auch nach dem Verräter, der ihm vor Jahren die Identität gestohlen hatte. Dann bezieht er seine alte Zentrale, den Watchtower wieder. Hier wird er von seinem Computer Cloc begrüßt. Auch dieser kann ihm bei der Suche nach Antworten nicht weiterhelfen, weiß nur, dass ihm ein Virus die Erinnerung an das Geschehene genommen hat. Doch findet Sentry hier den Sender, der dafür sorgt, dass die Menschheit ihn vergessen hat. Er schaltet ihn ab – und die Welt erinnert sich wieder an Sentry, den Wächter. Doch nun kommen auch andere Erinnerungen. In der letzten Schlacht gegen Void fand Sentry angeblich den Tod – und Reed Richards beschuldigte ihn, ein Verräter gewesen zu sein. Richards hatte auch die Erinnerung an ihn ausgelöscht. Nicht er, Reynolds, sondern Richards war der Verräter. Doch es bleibt keine Zeit das zu klären. Mittlerweile ist Void da. Alle Helden, ja selbst die Schurken, haben sich an der Freiheitsstatue eingefunden. Und der Kampf entbrennt. Doch nun taucht wieder Stephen Strange auf und versetzt Reed Richards auf eine andere temporale Ebene. Und hier erkennt Richards den Verrat. Ja, er hatte Sentry, seinen besten Freund, verleumdet und die Erinnerung an ihn ausgelöscht. Sentry, der mächtigste Superheld aller Zeiten, war eine im Unterbewusstsein labile Person. Sentry ist auch Void. Vor Jahren mussten sie aus Sentry den gewöhnlichen Menschen Robert Reynolds machen, da er die Welt sonst zerstört hätte. Niemand sollte sich an ihn erinnern dürfen, weshalb eilig eine Maschine entwickelt wurde, die alle Erinnerung an Sentry unterdrückte. Und wie schon einmal muss alle Erinnerung an den Helden Sentry – vor allem im Gedächtnis von Robert Reynolds selbst – unterdrückt werden, um die Erde zu retten. Richards muss ein zweites Mal seinen Freund Reynolds verraten, um die Erde zu retten.

## Bendis und der Sentry
Einige Jahre nach der ersten Sentry-Serie nahm sich Brian Michael Bendis, der damalige Autor der Neuen Rächer, dieser Figur an und führte ihn als neues Mitglied der Rächer ein. In der zweiten Ausgabe der Serie New Avengers erfährt der Leser, dass der Sentry sich zurzeit im Hochsicherheitsgefängnis Ryker’s Island aufhält. Hier unterstützt er die Superhelden Captain America, Iron Man, Spider-Man, Daredevil, Luke Cage und Spider Woman, die versuchen, einen Massenausbruch zu vereiteln. In den Ausgaben 7–10 derselben Serie treffen die Helden den Sentry wieder und erfahren mit Hilfe der X-Men, dass der Sentry von Mastermind, einem alten Gegner dieser, manipuliert wurde und der Void nur die manifestierten Zweifel des Sentry ist. Reynolds muss nun seine Doppelidentität als Sentry und seine Erinnerungen akzeptieren, da der Void nur so verschwinden kann. Mit Reynolds Erinnerungen kehrt auch der Wachturm zurück, der nun auf dem Stark-Tower sitzt, dem Hauptquartier der Neuen Rächer. In der folgenden Sentry-Mini-Serie, wiederum geschrieben von Paul Jenkins, werden diese Ereignisse näher beleuchtet. Ein Jahr nach diesen Ereignissen wird das Superwesenregistrierungsgesetz in den USA ausgerufen und das Marvel-Event Civil War beginnt. Wie auch seine Freunde ist der Sentry nun gezwungen, sich für eine der beiden entstandenen Seiten zu entscheiden. Er schließt sich Tony Stark an und der von ihm gegründeten neuen Rächer-Gruppe. Obwohl seine Seite gewonnen hat, plagen den Sentry seither neue Zweifel an seinem Handeln und der Void droht zurückzukehren.

## Marvel Cinematic Universe
Im Film Thunderbolts* tritt Sentry im 36. Film des Marvel Cinematic Universe erstmals in einem Film auf und wird durch Lewis Pullman verkörpert. Im MCU ist er Teil der Anti-Heldentruppe Thunderbolts.